# Alien and Sedition Acts
Alien and Sedition Acts (bogstaveligt oversat til dansk som Retsakter om Udlændinge og Oprør) var fire amerikanske retsakter, der blev vedtaget af Føderalistpartiet under den 5. Amerikanske Kongres, og blev underskrevet i 1798 af præsident John Adams. Tre af lovene blev udformet for at kontrollere aktiviteterne blandt udlændingene i USA, og den sidste lov blev oprettet for at  at kontrollere kritikken af den føderale regering.

## Liste over retsakter
Alien and Sedition Acts bestod af fire retsakter:
- Naturalization Act of 1798 angav at  en person skulle have boet på amerikansk territorium i 14 år for at blive en  statsborger.
- Alien Act og Alien Enemies Act angav, at udlændingene til enhver tid ville blive deporteret fra USA, hvis den føderale regering menter, at udlændingen var farlig.
- Sedition Act straffede statsborgere, der kritiserede USA's regering. Denne retsakt overtræder det 1. tillæg til USA's forfatning.

## Ophævelse af retsakterne
Efter resultaterne af det amerikanske præsidentvalg 1800, hvor den tidligere Vicepræsident Thomas Jefferson vandt over John Adams, blev Alien og Sedition Acts ophævet.